# Becsvölgye, Zala
Becsvölgye  este un sat în districtul Zalaegerszeg, județul Zala, Ungaria, având o populație de 846 de locuitori (2011). 

## Demografie
Componența etnică a satului Becsvölgye
     Maghiari (95,81%)
     Romi (2,71%)
     Germani (1,49%)
Componența confesională a satului Becsvölgye
     Romano-catolici (43,62%)
     Reformați (19,62%)
     Fără religie (4,61%)
     Luterani (1,3%)
     Necunoscută (30,85%)
     Alte religii (0,59%)
Conform recensământului din 2011, satul Becsvölgye avea 846 de locuitori. Din punct de vedere etnic, majoritatea locuitorilor (95,81%) erau maghiari, existând și minorități de romi (2,71%) și germani (1,49%). Nu există o religie majoritară, locuitorii fiind romano-catolici (43,62%), reformați (19,62%), persoane fără religie (4,61%) și luterani (1,3%). Pentru 30,85% din locuitori nu este cunoscută apartenența confesională.